# Rigathi Gachagua
Geoffrey Rigathi Gachagua (nascido em 28 de fevereiro de 1965) é um político queniano e ex-vice-presidente do Quênia. Como membro do Partido Jubileu, Gachagua serviu como Membro do Parlamento por Mathira de 2017 a 2022.
Ele já havia servido em várias funções no governo, incluindo como secretário assistente no Ministério de Assuntos Internos e Patrimônio Nacional, como assistente pessoal do Chefe do Serviço Público, como assistente pessoal do então Ministro do Governo Local Uhuru Kenyatta e como oficial distrital. Na eleição de 2022, William Ruto selecionou Gachagua como seu companheiro de chapa, e os dois foram eleitos com pouco mais de 50% dos votos.
Em 8 de outubro de 2024, Gachagua sofreu impeachment pela Assembleia Nacional devido a onze acusações distintas. Ele entrou com ações judiciais contra o impeachment, porém estas foram rejeitadas pelo Tribunal Superior. Em 17 de outubro de 2024, o Senado acolheu cinco das onze acusações, confirmando assim o impeachment. Ele deveria ser removido do cargo, com Kithure Kindiki tendo sido selecionado para substituí-lo. Sua remoção foi, no entanto, interrompida pelo Tribunal Superior por meio de uma ordem conservatória em 18 de outubro de 2024. Em 31 de outubro de 2024, o Tribunal Superior recusou-se a estender as ordens conservatórias que bloquearam a posse do candidato a vice-presidente Kithure Kindiki.